# سقوط كبار السن
 السقوط بالنسبة لكبار السن يعد سببًا كبيرًا من أسباب الإصابة بالأمراض وقد تصل إلى التسبب في الوفاة وهي تعد من ضمن مسببات الإصابة التي يمكن تفاديها. أسباب السقوط بالنسبة لكبار السن ترتكز على عدة عوامل وقد تطلب عدة إجراءات احترازية لعلاج أي إصابة تسببت بسقطة سابقة ومنع أي سقطات قادمة. السقوط يتضمن الانهيار من الوضع القائم أو من الأماكن التي يكون الإنسان معرض فيها للسقوط مثل السلالم، وخطورة السقطة تعتمد بشكل كبير على الارتفاع الذي سقط منه الشخص، ولكن طبيعة الأرض التي سقط عليها الشخص تلعب أيضًا تلعب دورًا في مدى خطورة السقطة؛ فالسقوط على أرضية صلبة يسبب ضررًا أكبر من السقوط على أرضية لينة، ويمكن تجنب السقطات من خلال عدة إجراءات كالتأكد من أن البساط ملاصقًا للأرض وليس مرفوعًا عنها، وإبعاد الأسلاك الكهربائية عن أماكن السير وارتداء أحذية ذات كعب منخفض الارتفاع ومطاطية من الأسفل، وأن القدرات السمعية والبصرية للشخص تعمل بكفاءة وعلى أكمل وجه، وتجنب السير في حالة إصابة الشخص بالدوار، أو تعاطي كمية كبيرة من الكحول.
وقد قامت الهيئة الأوروبية للأمن الغذائي بعدّة أبحاث والتي بدورها أثبتت انه من المفضّل لكبار السن خاصة من تعدّوا سن الستين أن يشملوا فيتامين د كمكمل غذائي لتقليل خطر السقوط وتهتك العظام، ويعد السقوط جانبًا ذو أهمية عظمى في مجال طب الشيخوخة.

## تعريف
التعاريف الأخرى أكثر شمولاً ولا تستثني «الأحداث الجوهرية الكبرى» باعتبارها سقوطًا. السقوط يعد ذا أهمية كبيرة خاصة في مرافق العلاج الطبي، وإجراءات منع السقوط تكون لها الأولية في خدمات الرعاية الصحية.
وفي عام 2006 تم عرض نشرة تحث على وضع أسس تعريفية لتسمية السقوط نتيجة الاختلافات البينة في تعريفه التي ظهرت في عدة أبحاث أخرى. قامت المنظمة الأوروبية للوقاية من السقوط (ProFane) بوضع تعريف للسقوط وتسجيل الحالات الناتجة عن السقوط فيه محاولة للتخفيف من حدة هذه المشكلة. ProFane أشارت إلى أن السقوط هو حدث غير متوقع يهبط فيه الشخص من مكان مرتفع الي الأرض أو إلى مكان أقل في المستوى. وهذا التعريف التي وضعته ProFane يستخدم الآن كهيكل لتقييم الأبحاث والدراسات المتعلقة بموضوع السقوط.

## العلامات والأعراض
- كدمات أو رضوض.
  - إصابات الأنسجة الرخوة. تجمع دموي حول العينين يشير إلى انه من المرجح أن الضحية كان فاقدًا للوعي أثناء السقوط حيث أنه لم يستطع حماية وجهه وهو يصطدم بالأرض.
  - كسور وخلع. 5٪ من السقوط ينتهي بهم المطاف بكسر نتيجة لسقوطهم، و 1٪ كسر يعانون من كسر في عظمة الفخذ.
  - هَوَن العضلات وضمورها نتيجة نقص النشاط الجسدي أثناء فترة التعافي.
- بعض المضاعفات قد تحدث نتيجة الإقامة لفترة الطويل في السرير مثل:
  - الالتهاب الرئوي
  - تقرحات الضغط
  - الجفاف
  - انخفاض حرارة الجسم
- الخوف من السقوط مرة أخرى [11]

## الأسباب
السقوط له أسباب عدّة، ف يمكن للشخص أن يتعايش مع عوامل كثيرة قد تؤدي في يوم ما إلى السقوط ولكن تبدأ ظهور المشكلة مع ظهور عامل جديد غير مسبوق، ولذلك العلاج غالبًا ما يكون مخصصًا للسبب الذي سبب السقوط وليس لعلاج كل العوامل التي يمكن أن تؤدي للحادثة، وهذه العوامل يمكن أن تقسم إلى مجموعتين؛ مجموعة تتضمن وجود مرض أو حالة معينة مسببة للسقوط، ومجموعة أخرى تتضمن عوامل خارجية كالبيئة المحيطة وكيفية تأثيرها على السقوط كإضاءة المكان.

### العوامل الجسدية
- مشكلة في المشي والاتزان:: وقد تنتج من سكتة دماغية سابقة، مرض في الأعصاب، مرض في التشابك العصبي العضلي أو مرض في الجهاز الدهليزي المسئول عن الاتزان.
- مشاكل وقت التفاعل البصري والحركي:: حيث أن زيادة الوقت اللازم بين حدوث الفعل ورد فعل الجسم في حالة حدوث خلل في الاتزان يزيد من احتمالية السقوط.
- الأدوية
  - الافراط الدوائي شائع جدا في كبار السن
  - المهدئات تزيد بشكل كبير من خطر السقوط
  - يمكن أن تسهم الأدوية القلبية الوعائية في السقوط
- مشاكل بصرية
  - الجلوكوما، الضمور البقعي واعتلال الشبكية تزيد من خطر السقوط.
  - النظارة وtrifocals يمكن أن تزيد من خطر السقوط
- المشاكل المعرفية
  - يزيد الخرف من احتمال السقوط
- أسباب القلب والأوعية الدموية
  - هبوط ضغط الدم الانتصابي
  - انخفاض ضغط الدم بعد الأكل
  - متلازمة الجيوب الأنفية السباتية
  - إغماء القلب والأوعية الدموية - السبب الأكثر شيوعا للإغماء في مرضى A&E
  - عدم انتظام ضربات القلب
  - مرض القلب الهيكلي، مثل أمراض القلب الصمامية

### العوامل الخارجية

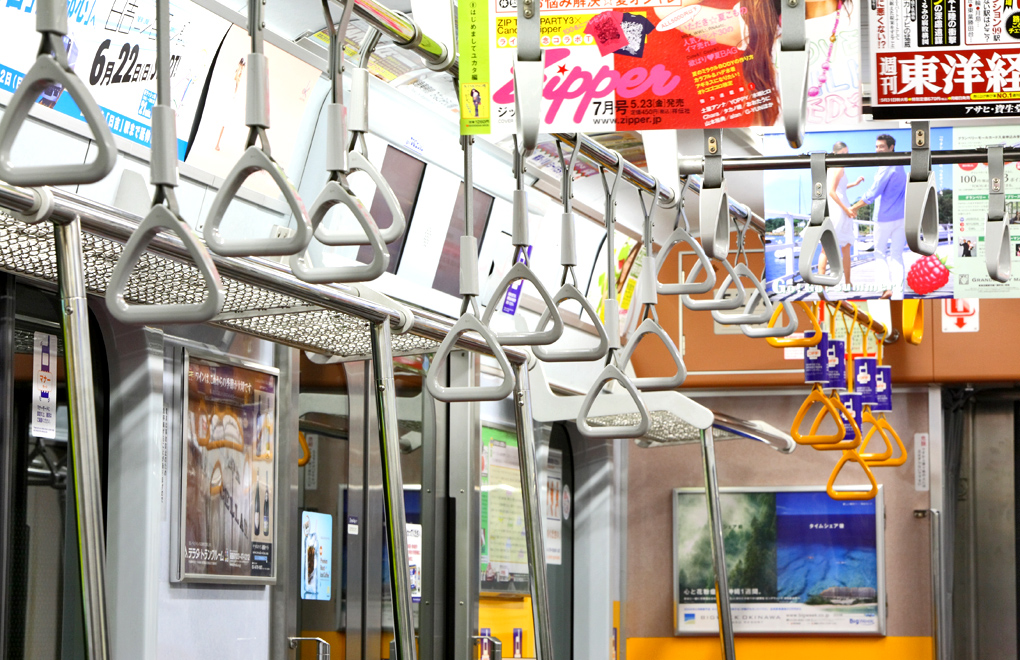
الأشرطة المعلقة بمقابض مثلثة في قطار ركاب ياباني حديث

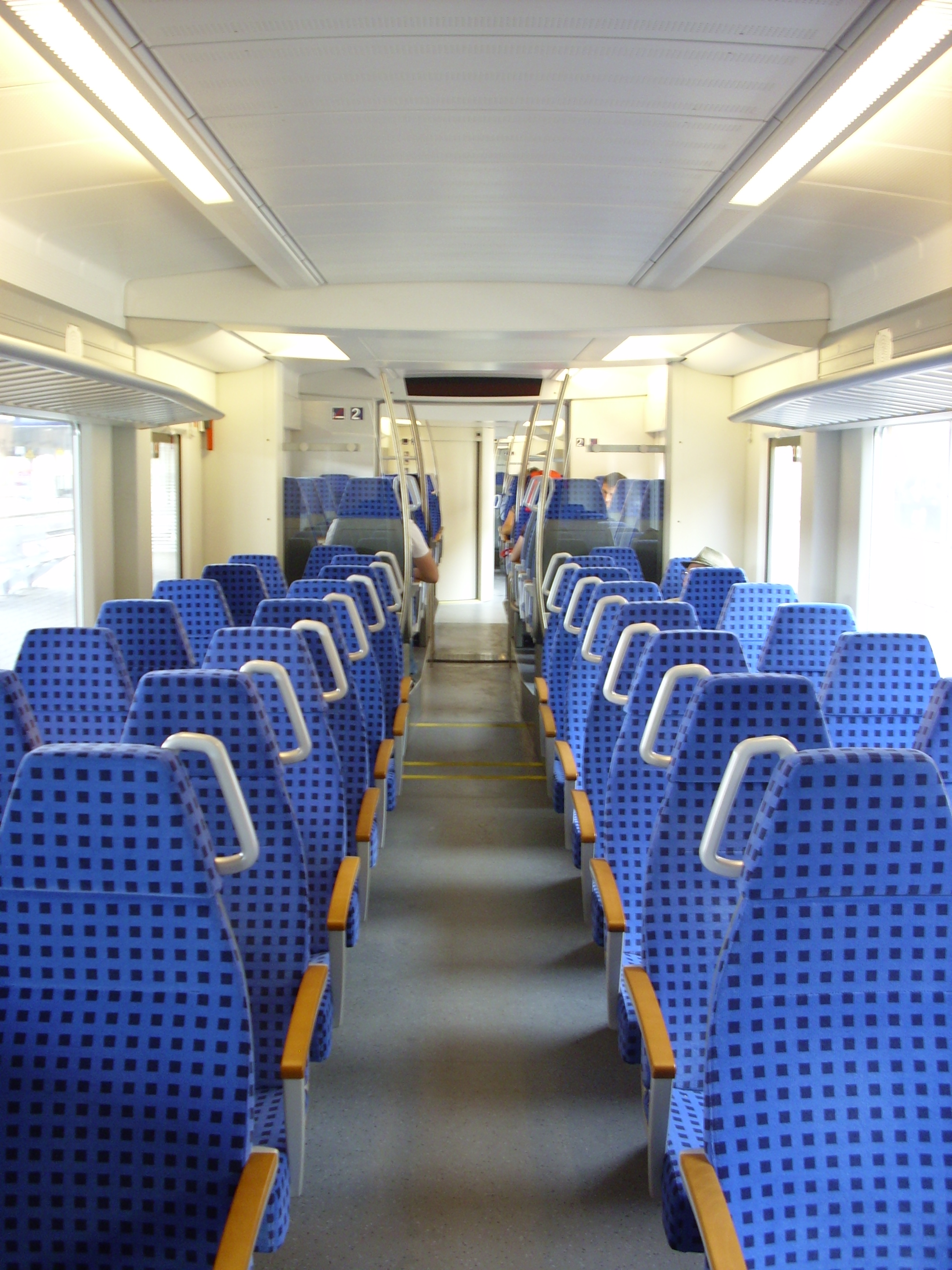
قبض المساكات على متن قطار لمسافات أطول يوفر الطعام للركاب جالسين بشكل أساسي

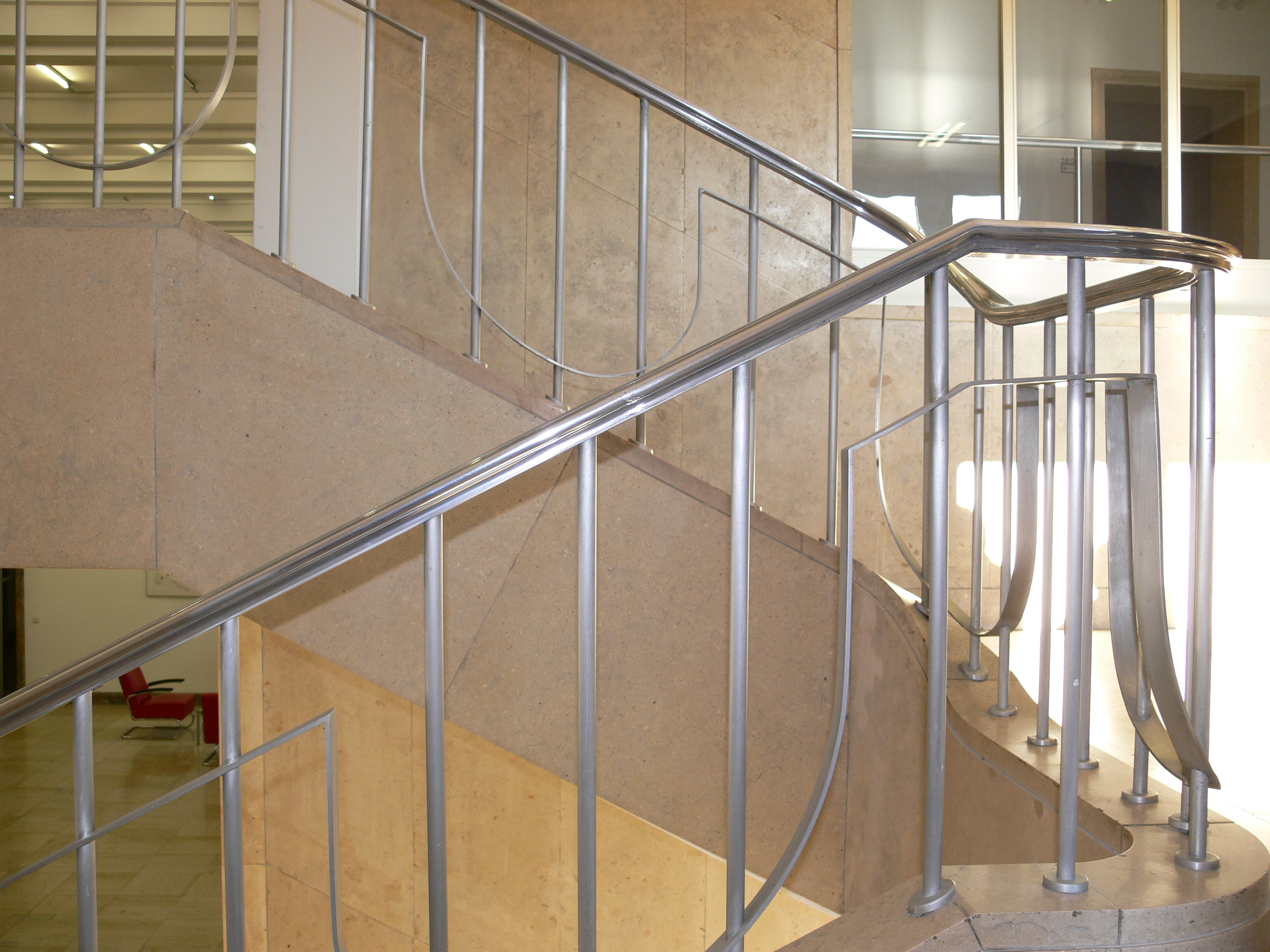
درج مع الدرابزين المعدني

- ●  قلة الإضاءة وضعف شدة الضوء النابع من المصابيح تقلل من قدرة الإنسان على التعرف على مصادر الخطر وتجنبها. تقل القدرة البصرية للأشخاص مع تقدم العمر ولذلك يحتاج كبار السن كمية إضافية من الإنارة في الأماكن التي يتحركون فيها باستمرار. شدة إضاءة المصابيح يجب أن تكون اعلى من المصابيح العادية ويفضّل استخدام المصابيح الوهاجة خاصة أنها تضيء بسرعة أكبر من العادية عند إشعالها، وهذا ضروري في حالة دخول غرفة تحتوي على أغراض من الممكن أن تتسبب في تعثر الشخص لو لم يتم رؤيتها في الوقت المناسب. ● سلالم بدون درابزين أو درجاتها شديدة الانحدار مما قد يؤدي الي التعثر أو السقوط، فالسلالم يجب أن تكون درجاتها بعيدة عن بعضها البعض بشكل كافي وقليل الارتفاع ويجب أن يكون سطحها مضاد للانزلاق، فالأسطح اللينة تقلل من أثر الصدمة عن طريق تخفيف الحِمل. ● أبواب ذات ارتفاع مناسب تتيح للشخص العبور من خلالها بسهولة بدون أن يصطدم بها، فهناك أبواب ذات ارتفاع منخفض (أقل من 2 متر) عادة ما تكون موجودة في البيوت القديمة. ● السجاد والأرضيات الناعمة ذات المقاومة المنخفضة التي تتسبب في الانزلاق وعدم الثبات، فيجب على كل الأسطح أن يكون لها معامل احتكاك مرتفع مع الأحذية المختلفة. ● الملابس والأحذية الغير ملائمة مثل الأحذية الناعمة التي تتسبب في الانزلاق من على الأرض، فالنعال المطاطية عادة ما تكون أكثر ثباتا على الأرض ولذلك فهي مفضلة لجميع الأغراض. ● يجب أن تكون الملابس مناسبة للمستخدم بدون زوائد كعقب السروال الطويل أو أشرطة الأحذية الغير محكمة التي يمكن أن تعلق بالعقبات مسببة سقوط الإنسان. 
● نقص المعدات أو الوسائل المساعدة مثل عصيّ المشي أو إطارات المشي كإطار زيمر في محاولة للتحسين من توازن المستخدم، ويجب توفير الكثير من الأشرطة المعلقة والقضبان حتى يتشبث بها الناس خاصة في الأماكن اللي يكون فيها الشخص معرض للانزلاق أو السقوط كالمواصلات العامة والمترو.

## التشخيص
عند تقييم إنسان سقط على الأرض من المهم أن تحصل على أقوال أي شخص آخر شهد الحادثة حيث أن من سقط من الممكن أن يكون عانى من فقدان الوعي مما يؤدي إلى وصف غير دقيق للحادثة، ولكن في الغالب هؤلاء الشهود لا يكونوا متاحين، ويجب أيضا الوضع في عين الاعتبار أن حوالي 30% من كبار السن الصحيين من الناحية العقلية والإدراكية لا يستطيعون تذكر سقطة سابقة مر عليها أكثر من 3 أشهر.   النقاط المهمة التي يجب فحصها:
- ●    الوقت اللازم للجسد لإصدار رد الفعل ●    معدل التعرض للسقوط ●    مدى فعالية الجسم في حماية نفسه أثناء السقوط باستخدام اليدين والقدمين ●    أقوال من شهدوا على الواقعة ●    العوامل التي قد تساعد وتؤدي إلى السقوط ●    الأدوية والعقارات التي يتعاطاها الشخص ومدى تأثيرها على بعضها البعض ●    نسبة تعاطي المهدئات أو الكحولات 
●    تقييم طريقة استخدام عصى المشي أو العكاز

## الوقاية
الوقاية من السقوط تتم بصفة أساسية بعد التعرف على الأسباب التي تؤدي إلى مثل هذه الحادث.
والكثير من الأدلة تشير إلى أنه عند بذل مجهود يتضمن القيام ببعض التمارين الرياضية يقلل من خطر التعرض لسقطات مستقبلية.
وهناك عدة أمور يمكن اتباعها للتقليل من حدوث مثل هذه الحادثة مثل:
- توفير الكثير من وسائل الأمان والحماية مثل القضبان التي يتمسك بيها الناس، الأرضيات والأحذية المقاومة للانزلاق، بالإضافة إلى توفير إضاءة خافتة في الليل بدلاً من الظلام الدامس.
- أداء التمارين الرياضية بصورة دورية مثل التمارين التي تهدف إلى تقوية الأطراف السفلية وزيادة قوتها العضلية.[15] وهناك أيضا العديد من التمارين الأخرى اللي تعمل على تحسين التوازن وطريقة المشي وترفع من قدرة الجسد على الانسجام والعمل كوحدة واحدة خاصة في كبار السن.[16]
- في عام 2014 أشارت دراسة أن ممارسة التمارين الرياضية يقلل من خوف السقوط المرضي الذي يعاني منه بعض كبار السن مباشرة بعد أدائها، لكنها تفتقر للأدلة في تأثيرها على المدى البعيد.[17]
- مراجعة الأدوية التي يتعاطاها الشخص وما إذا كان يعاني من أي حالة مرضية في الوقت الراهن.
- إضافة فيتامين د إلى الحمية الغذائية ليس مفضّلا إلا إذا كان الشخص يعاني من نقص في فيتامين د.[14]
- معالجة المشاكل البيئية التي قد تسبب في حدوث هذه الواقعة مع توفير مراجعة شاملة للظروف المعيشية للأشخاص (قائمة مراجعة الإجراءات)

التدخلات للحد من عواقب السقوط:
- ارتداء نوع مخصص من السراويل التي توفر حماية إضافية لمفصل الورك وتقلل من فرص تعرضه للكسر، إلا أنها من الممكن أن تتسبب بشكل طفيف في زيادة معدل الإصابة بكسور عظمة الحوض بالنسبة لكبار السن المقيمين في دور المسنين [18]
- علاج هشاشة العظام

### المستشفى
الأشخاص المحجوزون في المستشفى معرضون لخطر السقوط، وقد أظهرت تجربة عشوائية أن استخدام مجموعة من الأدوات الخاصة أدى إلى انخفاض معدل السقوط في المستشفيات. تقوم الممرضات بإعداد مقياس كامل للمخاطر والعوامل المسببة للسقوط يتم من خلالها إنشاء منظومة كاملة تهدف إلى مخاطبة الأسباب الرئيسية التي تسبب تعرض الأشخاص لهذه الحادثة، وهذه الأدوات تتضمن أيضا ملصقات يتم وضعها على الأسرة المرضى مع نص موجز حول كيفية منع تكرار هذه الحادثة في المستقبل.

### الفحص الدوري والمتابعة
توصي كلاً من الجمعية الأمريكية والجمعية البريطانية لطب كبار السن بأن يجري جميع المسنين فحصا دوريًا إذا ما كانوا تعرضوا لأي نوع من أنواع السقطات خلال العام المنصرم؛ حيث أن حدوث هذه الحاثة في الماضي يعد عاملًا كبيرا لتكرارها في المستقبل. فيجب فحص كبار السن الذين تعرضوا لسقوط واحد على الأقل خلال الستة أشهر الماضية أو الذين يعتقدون أنهم قد يتعرضوا له في الأشهر المقبلة، بهدف الحد من خطر السقوط المتكرر.
طورت العديد من المنظمات الصحية في الولايات المتحدة الأمريكية استبيانات للفحص. تشمل هذه الاستبيانات أسئلة عن وجود صعوبة في المشي أو التوازن، واستخدام أدوية للمساعدة على النوم أو ضبط الحالة المزاجية، وفقدان الإحساس في القدمين، ومشاكل في الرؤية، والخوف المرضي من السقوط، واستخدام الأجهزة المساعدة للمشي.
يجب أن يُسأل كبار السن الذين يبلغون عن السقوط عن ظروفهم ومدى تكرار هذه الحادثة لتقييم المخاطر الناجمة عن المشي والتوازن التي قد تكون هي السبب في حدوث كل ذلك. يقوم الطبيب المعالج بإجراء تقييم لمخاطر السقوط ويتضمن تاريخ الحالة مع حدوث أي حدث مشابه في الماضي، فحص بدني، فحص القدرات الوظيفية، ومعاينة لظروف البيئة المحيطة.

## علم الأوبئة
تزداد حالات السقوط تدريجياً مع تقدم العمر. وفقًا للأبحاث العلمية الحالية يعاني ثلث المسنين تقريبًا من سقوط واحد أو أكثر كل عام، في حين أن 10٪ منهم يتعرضون لسقطات متعددة سنويًا، ولكن الخطر أكبر بكثير في حالة الأشخاص الذين تزداد أعمارهم عن 80 عامًا، حيث يمكن أن يصل معدل السقوط السنوي إلى 50٪.

## التاريخ
حاول الباحثون بالتوافق فيما بينهم بإنشاء تعريف للسقوط منذ الثمانينات وتوصلوا في نهاية الأمر أن يُعرّف السقوط بأنه «حدث ينتج عنه ارتطام غير مقصود للشخص بالأرض أو بمستوى أدنى آخر وليس بالضرورة نتيجة لحدث جوهري كبير (مثل السكتة الدماغية) أو خطر محدق».

## اقتصاديات
يتزايد التأثير على الرعاية الصحية والتكاليف الناجمة عن السقوط لدى كبار السن بشكل كبير في جميع أنحاء العالم ويتم تصنيف تكلفة السقوط إلى نوعين: التكلفة المباشرة والتكلفة غير المباشرة.
التكاليف المباشرة هي ما يدفعه المرضى وشركات التأمين لعلاج الإصابات الناجمة عن السقوط. وهذا يشمل رسوم المستشفيات ودور رعاية المسنين والأطباء والخدمات المهنية الأخرى، وإعادة التأهيل، والخدمات المجتمعية، واستخدام المعدات الطبية، والعقاقير الطبية، والتغيرات اللازمة للمنزل للتأكد من عدم حدوث هذه الواقعة مرة أخرى.
أما التكاليف الغير مباشرة تتضمن فقدان القدرة الإنتاجية لعائل الأسرة وآثر الإصابات طويلة المدى المرتبطة بالسقوط مثل الإعاقة الجسدية والاعتماد على الآخرين ونقص مستوى المعيشة.
في الولايات المتحدة وحدها، بلغت التكلفة الإجمالية للإصابات الناجمة عن السقوط للأشخاص الذين تزيد أعمارهم عن 65 عامًا 31 مليار دولار في عام 2015. وقد غطت التكاليف ملايين زيارات غرف الطوارئ برغم أن الإصابات غير المميتة وأكثر من 800,000 حالة تم حجزها في المستشفيات، ويُعتقد أنه بحلول عام 2030 سوف يصل العدد السنوي لإصابات السقوط إلى 74 مليون مسنّ.